# San Adrián
San Adrián är en kommun i Spanien.   Den ligger i provinsen Provincia de Navarra och regionen Navarra, i den nordöstra delen av landet, 260 km nordost om huvudstaden Madrid. Antalet invånare är 6 247. Arean är 20,7 kvadratkilometer.
Terrängen i San Adrián är platt.